# Konrad VII. (Oels)

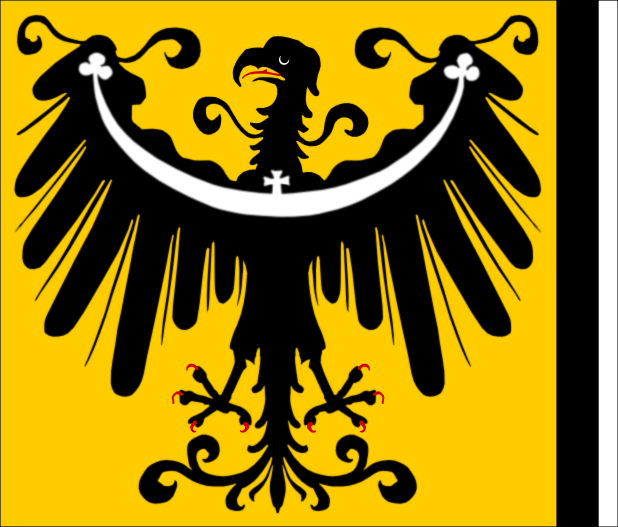
Banner Konrad des Weißen von Oels

Konrad VII. von Oels (auch Konrad VII. „der alte Weiße“, lateinisch Conradus Albus; * um 1396; † 14. Februar 1452 in Breslau) war von 1412 bis 1450 teilweise gemeinsam mit seinen Brüdern Herzog von Oels, Cosel, Steinau sowie halb Beuthen. Er entstammte dem Glogauer Zweig der Schlesischen Piasten. 

## Leben
Konrad war der viertgeborene Sohn des Herzogs Konrad III. von Oels († 1412) und der Jutta/Gutha († 1416/19), deren Herkunft nicht bekannt ist. 1437 vermählte er sich mit Katharina N. N., die 1449 starb. Name und Herkunft seiner zweiten Frau, die er 1450 heiratete, sind nicht bekannt.
Konrad VII. hatte vier Brüder, die ebenfalls den Vornamen Konrad trugen, weshalb sie zur Unterscheidung mit individuellen Beinamen bezeichnet werden, sowie zwei Schwestern. Obwohl Konrad VII. von seinem Vater an den Krakauer Hof gegeben wurde, wo er als Page der Königin Anna von Cilli diente, kämpfte er 1410 mit eigenen Truppen in der Schlacht von Tannenberg auf Seiten des Deutschen Ordens. Dabei geriet er in polnische Gefangenschaft, aus der er vermutlich befreit wurde, nachdem sein Vater und sein Bruder Konrad IV. „Senior“ 1411 am Ersten Thorner Frieden mitwirkten. Beim sogenannten Hungerkrieg, der 1414 wiederum zwischen dem Deutschen Orden und Polen geführt und im Oktober d. J. durch einen Waffenstillstand beendet wurde, kämpfte Konrad VII. zusammen mit weiteren schlesischen Fürsten auf polnischer Seite. Drei Jahre später begab sich sein jüngster Bruder Konrad VIII. „der Junge“ auf die Marienburg, um Ritter des Deutschen Ordens zu werden. 
Nach dem Tod des Vaters Konrad III. 1412 standen Konrad VII. und seine Brüder Konrad V. „Kanthner“, Konrad VI. „Dechant“ und Konrad VIII. „der Junge“ vorerst unter der Vormundschaft ihres ältesten Bruders Konrad IV. „Senior“; er übernahm zunächst auch die gemeinsame Regierung über die Herzogtümer Oels, Cosel und Steinau sowie halb Beuthen. Auch nach der 1416 erfolgten formellen Teilung des väterlichen Erbes verwalteten die Brüder ihre Gebiete teilweise gemeinsam. Da Konrad IV. „Senior“, Konrad VI. „Dechant“ und Konrad VIII. „der Junge“ dem geistlichen Stand angehörten, übten die Brüder Konrad VII. „der alte Weiße“ und Konrad V. „Kanthner“ und die Regentschaft aus und waren deshalb Nutznießer der ererbten Besitzungen. 
Nachdem der älteste Bruder Konrad IV. „Senior“ 1417 Bischof von Breslau geworden war, kaufte er kraft seines Amtes sich selbst und seinen Brüdern das seit 1379 den Oelser Herzögen gehörende Kanth ab, das er dem Domkapitel verpfändete, um die Geldnöte seiner Brüder sowie der bischöflichen Mensa zu mindern. 1431 gründeten die Brüder Konrad „der alte Weiße“ und Konrad V. „Kanthner“ in Cosel ein Minoritenkloster. 1434 erwarben sie vom Liegnitzer Herzog Ludwig II. Konstadt.
Wie ihr bischöflicher Bruder Konrad IV. „Senior“ bekämpften auch Konrad „der alte Weiße“ und Konrad „Kanthner“ die Hussiten. 1428 versuchten sie erfolglos, deren Verwüstungen im Herzogtum Troppau zu verhindern. Am 4. April 1431 überfielen sie Gleiwitz, das von den Hussiten besetzt war und wo gerade Religionsgespräche stattfanden, an denen Siegmund Koribut, ein Neffe des Litauerfürsten Witold, beteiligt war. Vermutlich deshalb unternahmen die Hussiten 1432 einen Raubzug in das Herzogtum Oels, das von ihnen bis dahin weitgehend verschont geblieben war, wurden jedoch von den beiden Konraden bei Steinau geschlagen. Zusammen mit ihrem Bruder Konrad IV. Senior, weiteren Herzögen sowie den Städten Breslau, Schweidnitz und Neisse beurkundeten sie am 13. September 1432, für die von den Hussiten noch besetzten Städte Nimptsch, Kreuzburg und Ottmachau noch 10.000 Schock Groschen schuldig zu sein. 
Ihren Einsatz bei der Bekämpfung der Hussiten belohnte Kaiser Sigismund in seiner Eigenschaft als König von Böhmen 1434 mit der Übertragung der Zölle von Hundsfeld und Hünern. 1437 bestätigte er ihnen die Belehnung ihrer Gebiete zur gesamten Hand, so dass dem böhmischen Landesherrn beim Tod des kinderlosen Konrad „des alte Weißen“ kein Heimfallrecht zustehen würde. Nachdem zwei Jahre später Konrad „Kanthner“ an der Pest gestorben war, übernahm Konrad „der alte Weiße“ die Vormundschaft über dessen noch minderjährigen Söhne Konrad IX. „den Schwarzen“ und Konrad X. „den jungen Weißen“. 
Bei den Auseinandersetzungen, die nach dem Tod des böhmischen Königs Albrecht II. 1439 um dessen Nachfolge zwischen der Königinwitwe Elisabeth von Luxemburg und dem polnisch-ungarischen König Władysław III. geführt wurden, unterstützte Konrad VII. als einziger der schlesischen Fürsten die Kandidatur des Jagiellonen. Dabei sollen nicht so sehr politische Erwägungen als der persönliche Gegensatz zu seinem bischöflichen Bruder Konrad IV. „Senior“ sowie zu seinen Mündeln Konrad IX. und Konrad X. eine Rolle gespielt haben, die alle die österreichisch-böhmische Partei unterstützten. Gegen seine beiden Mündel wütete Konrad VII. seit dem Tod ihres Vaters Konrad „Kanthner“ 1439, weil sie die Herausgabe des gesamten väterlichen Erbes forderten. Um diese Forderung zu bekräftigen, wurde Konrad VII. 1444 von seinem Bruder Konrad IV. „Senior“ in Neisse gefangengesetzt. 
Im Widerspruch zu der 1437 vereinbarten und bestätigten Gesamtbelehnung durch den böhmischen Landesherrn, beabsichtigte der kinderlose Konrad VII., seine Gebietsanteile an die Herzöge von Sagan zu übertragen, die die Großneffen von Konrads verstorbener Schwester Euphemia waren, die mit Albrecht III. von Sachsen-Wittenberg verheiratet gewesen war. Nachdem er sich zudem nach dem Tod der Herzoginwitwe Margarethe 1449/50 weigerte, deren Leibgedinge Wohlau ihren inzwischen volljährigen Söhnen Konrad IX. und Konrad X. auszuhändigen, nahmen ihn diese gefangen. Sie zwangen ihn zum Rücktritt von der Regierung und wiesen ihm ein Ausgedinge in Breslau zu. Dort starb er zwei Jahre später. Seine Grablege ist unbekannt.